# Francisco Naranjilla
Francisco Naranjilla (* 5. Juni 1932; † Mai 2003) war ein philippinischer Bogenschütze.
Naranjilla, vielfacher Meister seines Landes, nahm an den Olympischen Spielen 1972 in München teil und beendete den Wettkampf im Bogenschießen auf Rang 37.
Bereits 1965 vertrat Naranjilla die Philippinen bei den Weltmeisterschaften.

## Weblink
- Francisco Naranjilla in der Datenbank von Olympedia.org (englisch)

| Personendaten    | Personendaten                |
| ---------------- | ---------------------------- |
| NAME             | Naranjilla, Francisco        |
| KURZBESCHREIBUNG | philippinischer Bogenschütze |
| GEBURTSDATUM     | 5. Juni 1932                 |
| STERBEDATUM      | Mai 2003                     |